# University of Holy Cross
La University of Holy Cross (UHC) è un'università privata di indirizzo cattolico con sede a New Orleans, nello stato americano della Louisiana.
L'Our Lady of Holy Cross College fu fondato nel 1916 dalle suore marianite di Santa Croce. Istituzione in origine esclusivamente femminile, iniziò ad ammettere studenti di sesso maschile nel 1947. Prese il nome di University of Holy Cross nel 2016.